# Middlesex County, New Jersey
Middlesex County är ett administrativt område i delstaten New Jersey, USA. Middlesex är ett av 21 countys i delstaten och ligger i den nordöstliga delen av New Jersey. År 2010 hade Middlesex County 809 858 invånare. Den administrativa huvudorten (county seat) är New Brunswick.

## Geografi
Enligt United States Census Bureau har countyt en total area på 835 km². 802 km² av den arean är land och 33 km² är vatten. Countyt ingår i New Yorks storstadsregion och ligger ca 50 km sydväst om Manhattan.

### Angränsande countyn
- Union County, New Jersey - nord
- Monmouth County, New Jersey - sydöst
- Mercer County, New Jersey - sydväst
- Somerset County, New Jersey - nordväst
- Richmond County, New York - nordöst